# Sződy Szilárd (rendező)
Sződy Szilárd (Budapest, 1940. július 16. – 2021. augusztus 1.) magyar rendező, dramaturg, tanár. Sződy Szilárd szobrász- és éremművész unokája.

## Élete
Sződy Szilárd tanár, karvezető és Hárosi Erzsébet okleveles óvónő fia. Gyermekkorában az Operaház gyermekkórusának tagja volt. 1958-ban a budapesti Bolyai János Gimnáziumban érettségizett, majd 1963-ban az ELTE Bölcsészettudományi Karán magyar-történelem szakon diplomázott. Ezután Pécsre került, ahol tíz évig tanított egy technikumban, majd a Pollack Mihály Műszaki Főiskolán, ahol az adjunktusi címig jutott. 1970-ben doktorált historiográfiából. Pécsett külső munkatársként dolgozott a Dunántúli Naplónál, a Jelenkornál, a Jelenkor-Magvető könyvkiadónál és tanulmánya jelent meg a Janus Pannonius Múzeum kiadásában.
1963-tól rendszeresen foglalkozott versmondókkal, vezette a Városi Színpadot, ahol több ősbemutatót és saját dramatizálást mutatott be. E mellett több amatőr színházi fesztiválon nyert fő és egyéb díjakat. Több éven át megyei színjátszó szakreferensként dolgozott. 1979 és 1982 között elvégezte a Színház- és Filmművészeti Főiskola Színházelmélet Szakát. 
Az 1980-as évek elején több évig országos jelentőségű és hírű versmondó műhelyt vezetett a Fővárosi Művelődési Házban. 1982-től a Minisztérium Színházi Osztályára került, ahol főelőadóként dolgozott. Többek között részt vett a Játékszín és a Rock Színház megalapításában, valamint több társulat nélküli színház létrejöttében. Az 1980-as évektől a Dunaújvárosi Bemutató Színpadnál, a székesfehérvári Vörösmarty Színháznál, a Győri Kisfaludy Színháznál és a tatabányai Jászai Mari Színháznál dolgozott külsős dramaturgként. Az 1970–80-as években több elemző kritikája jelent meg a Színház című folyóiratban. 1987-től 2002-ig a Magyar Rádió Rádiószínházánál dolgozott dramaturgként. Különböző drámákat alkalmazott a rádióra, illetve hangjátékok dramaturgja és rendezője volt. 
1992 és 1997 között megszakításokkal a Nemzeti Színház Színi Akadémiáján dramaturgiát és műelemzést tanított, illetve évekig vezette is az Akadémiát.
Az elmúlt években a Budaörsi Játékszínben működött és többnyire saját társulattal nem rendelkező színházakban dolgozott külsős dramaturgként.

## Családja
Két házasságából három gyermeke született: két leány (Zsuzsanna, Judit) és egy fiú (Szilárd Gergő).

## Művei
- Sződy Szilárd: Budaörsi Játékszín 1998–2008. Budaörs, 2008

## Díjai, elismerései
- Csokonai Vitéz Mihály-díj – Alkotói díj (2005)